# Papp József (botanikus)
Papp József (Sopron, 1900. május 10. – Budapest, 1985. június 23.) kertész, kertészeti szaktanár, dendrológus, botanikus, a turistamozgalom tevékeny résztvevője. Botanikai szakmunkákban nevének rövidítése: „J.Papp”.

## Életútja
1928-ban végzett kertészként a budapesti Kertészeti Tanintézetben, s 1940-ig szakmájában dolgozott. Ezt követően a budapesti Vetőmagvizsgáló Intézet munkatársa volt 1945-ig, miközben 1941-ben kertészeti szaktanár végzettséget szerzett a Műszaki Egyetem mezőgazdasági és állatorvosi karán. 1946–1949 között gyakorlatvezetőként tanított a Magyar Agrártudományi Egyetem szőlő- és kertgazdaságtudományi karán, majd 1950-ben az Országos Természetvédelmi Tanácshoz (később Hivatal) került, ahol 1963-ig szakértői feladatokat látott el. 1964-ben a szigligeti Alkotóház arborétumának vezetője lett, ahonnan 1972-ben nyugdíjba ment.

## Munkássága
Cikkeiben és könyveiben főleg dendrológiával és természetvédelemmel foglalkozott, emellett növény- és állatvilággal kapcsolatos bibliográfiákat is készített, valamint szótárak és lexikonok munkatársa, mint például az 1941-ben kiadott Magyar Turista Lexikon főmunkatársa is volt.
Botanikai munkásságának jelentős eredménye a mátrai juhar első példányának felfedezése Parádsasvár közelében, melyet mátrai ősjuhar néven írt le akkor.

### Társasági tagságai, elismerései
A Magyar Turista Szövetség (MTSz) túravezetője, vezetőképző tanfolyamának tanára, 1939 és 1941 között természetvédelmi bizottságának tagja, a Magyar Turista Egyesület (MTE) Tátra Asztal nevű osztályának titkára, 1943-ban pedig a Budapesti Egyetemi Turista Egyesület (BETE) választmányi tagja volt. 1975-ben Pro Natura emlékéremmel díjazták természetvédelmi munkásságát.

### Főbb művei
- Klek [Karsztos hegycsoport Jugoszláviában] (Turisták Lapja, 48. évf. 131–136. o., 5 kép, 1936)[5]
- A Gerecse flórája (Turisták Lapja, 49. évf., 5. sz., 191–193. o., 2 kép, 1937)[6]
- Kék tó, tiszta tó… (A Plitvicai tavak mellett) (Turisták Lapja, 50. évf. 639–649. o., 7 kép, 1938)[5]
- A Lotus uliginosus Magyarországon és néhány új florisztikai adat. Új adatok hazánk edényes növényeinek ismeretéhez (Botanikai közlemények, 45. évf., 3-4. sz., 267–271. o., 1954)[4][7]
- Mátrai ősjuhar – Acer acuminatilobum J. Papp (Az erdő, 7.(93.) évf., 1. sz., 29–31. o., 1958)[4]
- Vas megye természeti értékeivel foglalkozó irodalom bibliográfiája I-II. (Szombathely, 1962–1964)
- A Bakony növénytani bibliográfiája (Veszprém, 1965)
- Védett területek, növény- és állatritkaságok (Budapest, 1967)[8]

3. átdolgozott kiadás: Magyarország védett területei. Növény- és állatritkaságok (Budapest, 1975)
- A Bakony állattani bibliográfiája (Veszprém, 1971)
- A budai Sashegy élővilága (Budapest, 1977)
- Magyar madártani bibliográfia (Békéscsaba, 1980).